# Maximilian Felix Manú Brauer
Maximilian Felix Manú Brauer (* 10. November 2009 in Berlin) ist ein deutscher Kinderdarsteller.

## Leben
Brauer interessierte sich seit seiner Grundschulzeit für die Schauspielerei. Im Kurzfilm Mick spielte er an der Seite von Oliver Bender eine Hauptrolle. Für die Fernsehserien Bad Banks und Sløborn stand er mehrmals vor der Kamera.

## Filmografie
- 2016: Die Geschichte von der Geschichte
- 2016: Der letzte Mieter
- 2017: Mick[1]
- 2018: Bad Banks (Fernsehserie)
- 2018: Good Cop Fat Cop (Serie[4], unaired pilot[5])
- 2019: Stralsund (Fernsehserie)
- 2020: Soko Leipzig (Fernsehserie, 1 Folge, 2101[6])
- 2020: Bad Banks (Fernsehserie)
- 2020–2024: Sløborn (Fernsehserie, 20 Folgen)
- 2021: Soko Wismar (Fernsehserie, 1 Folge, 1903[7])*1
- 2022: Freundschaft auf den zweiten Blick (Film)
- 2022: Notruf Hafenkante (Fernsehserie, 1 Folge, 1619[8])
- 2023: In aller Freundschaft (Fernsehserie, Doppelfolge, 999 u.1000[9])

*1 Folge 1903 wird in der ZDFmediathek als Folge 1803 aufgeführt.